# Rottach (Tegernsee)
Die Rottach ist ein kleiner Fluss im Landkreis Miesbach in Oberbayern mit einer Länge von ca. 10 km. Die Rottach entspringt am Rotzigmoosberg (Mangfallgebirge) in der Gemeinde Rottach-Egern, Landkreis Miesbach. Sie durchfließt im Oberlauf den kleinen Suttensee und ein Almgebiet von wo sie steil und über mehrere kleine Wasserfälle zwischen den Gebirgsstöcken des Wallbergs und des Bodenschneids in Tegernseer Tal hinabführt. Ab Enterrottach verläuft sie in der Schwemmlandebene des Sees mit nur noch geringem Gefälle, später auch in gefasstem Gerinne und mündet in der Egerner Bucht bei Rottach-Egern in den Tegernsee.

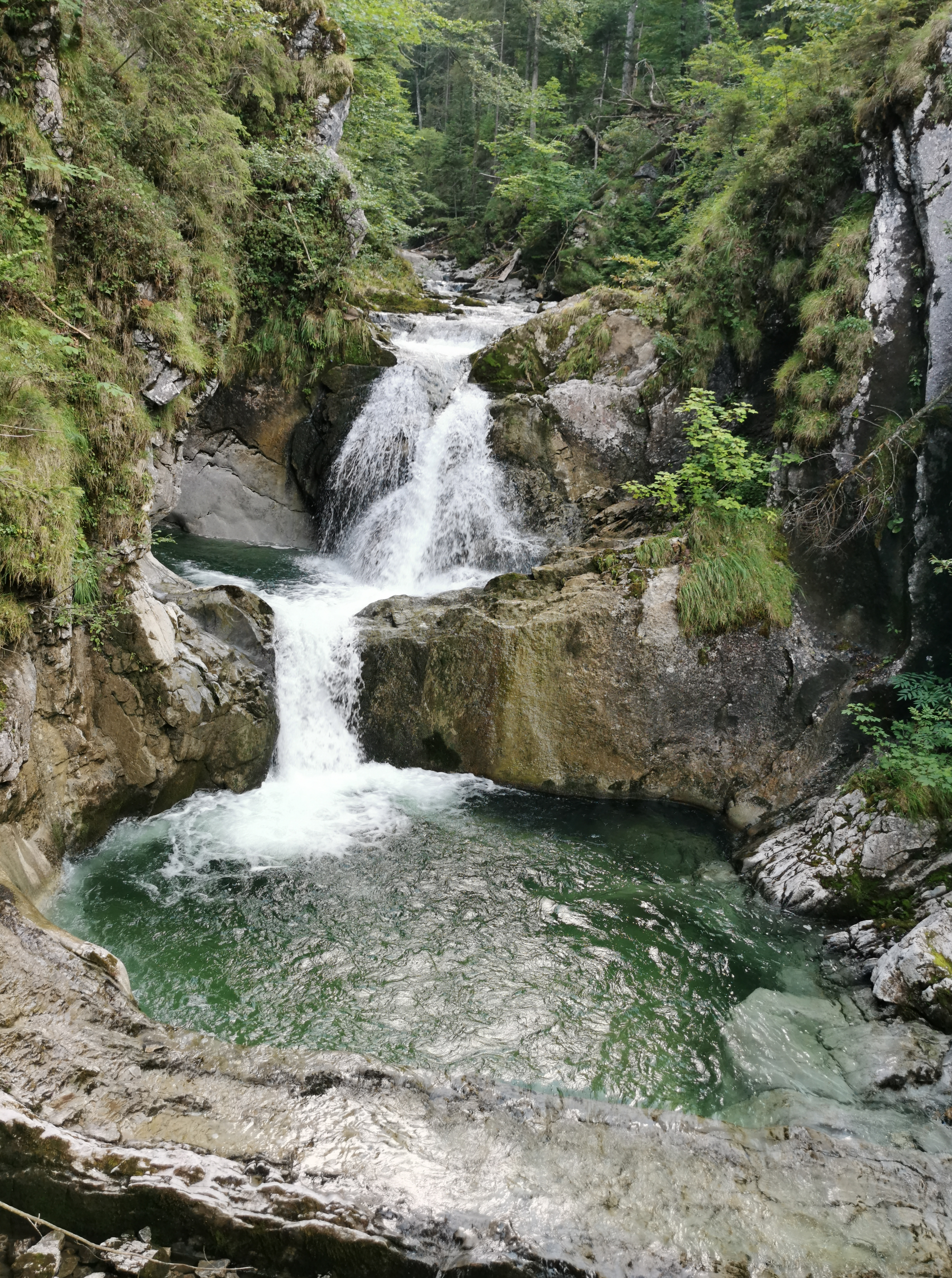
Rottach-Wasserfälle oberhalb Enterrottach